# La danza de los deseos
La danza de los deseos es una película española de drama estrenada en 1954, dirigida por Florián Rey y protagonizada en los papeles principales por Lola Flores y José Suárez.
Fue uno de los filmes nominados en la sección oficial del I Festival Internacional del Cine de San Sebastián, edición en la que resultó ganadora la película Sierra maldita.

## Sinopsis
Un contrabandista huye de la guardia civil con su hija Candela. Durante la fuga es herido gravemente y se refugia en un islote habitado por un hombre ciego y su ayudante. Aunque los socorren, no pueden evitar la muerte del padre a causa de las heridas. Ellos se encargan de criar a la niña, que se convierte en una mujer de carácter indómito pero amante de la música y el baile.
Un día el yate de un joven millonario llega a la isla y Candela, al ver por primera vez a un hombre joven, se enamora de él. El joven, llamado Juan Antonio, al oír la historia de Candela decide llevarla al mundo civilizado. Pero una vez allí, la muchacha oye una conversación entre Juan Antonio y su prometida, y llena de pesar sale a la calle, perdiéndose entre el tráfico de la ciudad. Por desgracia, Candela acabará conociendo todos los ambientes de los bajos fondos y enfermará de tuberculosis.

## Reparto
- Lola Flores como Candela
- José Suárez como Juan Antonio
- Nicolás D. Perchicot como Abuelo
- José Prada como Juan
- Porfiria Sanchiz como Jeannette
- Eloísa Muro como Madre de Isabel
- José Calvo como Padre de Candela
- Aníbal Vela como Hombre que atropella a Candela
- María Dolores Pradera como Isabel
- José Riesgo como Periodista

## Reconocimientos
2ª. edición del Festival de San Sebastián
| Certamen        | Resultado |
| --------------- | --------- |
| Sección oficial | Incluida  |